# Markus Pröll
Markus Pröll (født 28. august 1979 i Rheinbach, Vesttyskland) er en tidligere tysk fodboldspiller, der spillede som målmand. Tidligere har han optrådt for 1. FC Köln, Eintracht Frankfurt og Panionios Athens.

## Landshold
Pröll nåede aldrig at debutere for Tysklands A-landshold, men spillede mellem 2000 og 2001 seks kampe for landets U-21 hold.